# Max Horkheimer
Max Horkheimer (Stuttgart, Imperio alemán, 14 de febrero de 1895-Núremberg, Alemania Occidental, 7 de julio de 1973) fue un filósofo, sociólogo y psicólogo judío alemán, conocido por su trabajo en la denominada teoría crítica como miembro de la Escuela de Fráncfort de investigación social. Sus obras más importantes incluyen: Crítica de la razón instrumental (1947) y, en colaboración con Theodor Adorno, Dialéctica de la Ilustración (1947). A través de la Escuela de Fráncfort, Horkheimer colaboró y llevó a cabo otros trabajos significativos.

## Primeros años
Horkheimer nació el 14 de febrero de 1895 en Stuttgart en una familia judía adinerada. Debido a la presión de su padre, Max abandonó la escuela a los dieciséis años para empezar a trabajar en la fábrica de su padre. En 1916, su carrera como manufacturero terminó y fue reclutado para participar en la Primera Guerra Mundial. Después de que terminó la guerra, se matriculó en la Universidad de Múnich, donde estudió Filosofía y Psicología. Después de la universidad, Max se trasladó a Fráncfort, donde estudió bajo la dirección de Hans Cornelius. Allí, conoció a Theodor Adorno, varios años menor, con quien entablaría una amistad duradera y una relación colaborativa fructífera.

## Carrera académica
En 1925, Horkheimer fue habilitado con una tesis titulada La crítica del juicio de Kant como mediación entre la filosofía práctica y teórica, la cual contó con el asesoramiento de Hans Cornelius. Al año siguiente, fue nombrado privatdozent. En 1930, fue elegido como director del Institut für Sozialforschung (Instituto para investigación social), cuando estuvo vacante tal cargo. El mismo año, Horkheimer tomó posesión de la cátedra de filosofía social en la Universidad de Fráncfort. En 1931, se inició la publicación de la Zeitschrift für Sozialforschung del Instituto, la cual era editada por Horkheimer.
La venia legendi de Horkheimer fue revocada por el nuevo gobierno nazi y el Instituto cerró en 1933. Horkheimer emigró a Suiza y, el año siguiente, a Estados Unidos, donde la Universidad de Columbia albergó al Instituto en el exilio.
En 1940, Horkheimer recibió la ciudadanía estadounidense y se mudó a Pacific Palisades en Los Ángeles, California, donde su colaboración con Adorno produjo Dialéctica de la Ilustración. En los años siguientes, Horkheimer publicó poco, aunque siguió editando Studies in Philosophy and Social Science como una continuación de la Zeitschrift für Sozialforschung.

## Regreso a Alemania
En 1949, regresó a Fránkfurt y el Instituto se reabrió allí en 1950. Entre 1951 y 1953, Horkheimer fue rector de la Universidad de Fráncfort. Continuó enseñando en dicha universidad hasta su retiro a mediados de los años 1960.
Entre 1954 y 1959, regresó a Estados Unidos para dar clases en la Universidad de Chicago. Siguió siendo una figura importante hasta su muerte en Núremberg en 1973. Fue enterrado en el cementerio judío en Berna, Suiza.

## Premios y reconocimientos
En 1953, le fue otorgado el Premio Goethe, luego en 1960 fue nombrado “ciudadano de honor” de la ciudad de Frankfurt.

## Obras en español
- Anhelo de justicia. Teoría crítica y religión. Trotta, 2000. ISBN 978-84-8164-400-5
- Crítica de la razón instrumental. Trotta, 2002 (2ª 2010). ISBN 978-84-8164-568-2
- Sociedad, razón y libertad. Trotta, 2005. ISBN 978-84-8164-789-1
- Dialéctica de la Ilustración. Fragmentos filosóficos. (Conjuntamente con Theodor Adorno) Trotta, 2009 9.ª edición. ISBN 978-84-87699-97-9
- Sobre el concepto del hombre y otros ensayos, Ed. Sur/Alfa
- Teoría tradicional y teoría crítica